# Ewald Gnau
Ewald Gnau, né le 1er mars 1853 à Hückeswagen et mort le 5 janvier 1943 à Sangerhausen, surnommé « le professeur des roses », est un botaniste allemand qui fut l'un des fondateurs de l'Europa-Rosarium de Sangerhausen, en Allemagne, l'une des roseraies les plus importantes du monde.

## Biographie
Ewald Gnau devient professeur au lycée classique d'Eberfeld de Wuppertal et au lycée Heisenberg de Neuwied. En 1884, il est nommé professeur principal de sciences naturelles du  lycée de Sangerhausen et prend part à la conception et à l'organisation de l'Europa-Rosarium. Il y fait installer le buste de l'impératrice Auguste Viktoria, protectrice de la Verein Deutscher Rosenfreunde (VDR), ainsi qu'une bibliothèque consacrée aux roses, un laboratoire d'essai pour les nouvelles variétés de roses, un centre de conseils pour les jardiniers amateurs et un centre d'études et de recherches sur les roses.
De 1922 à 1933, il est rédacteur en chef de la Rosen-Zeitung et directeur commercial de la  VDR. En 1933, il démissionne de son poste en signe de protestation contre la loi de la Gleichschaltung instaurée par les autorités nationales-socialistes. Il est enterré au cimetière municipal de Sangerhausen.

## Hommages

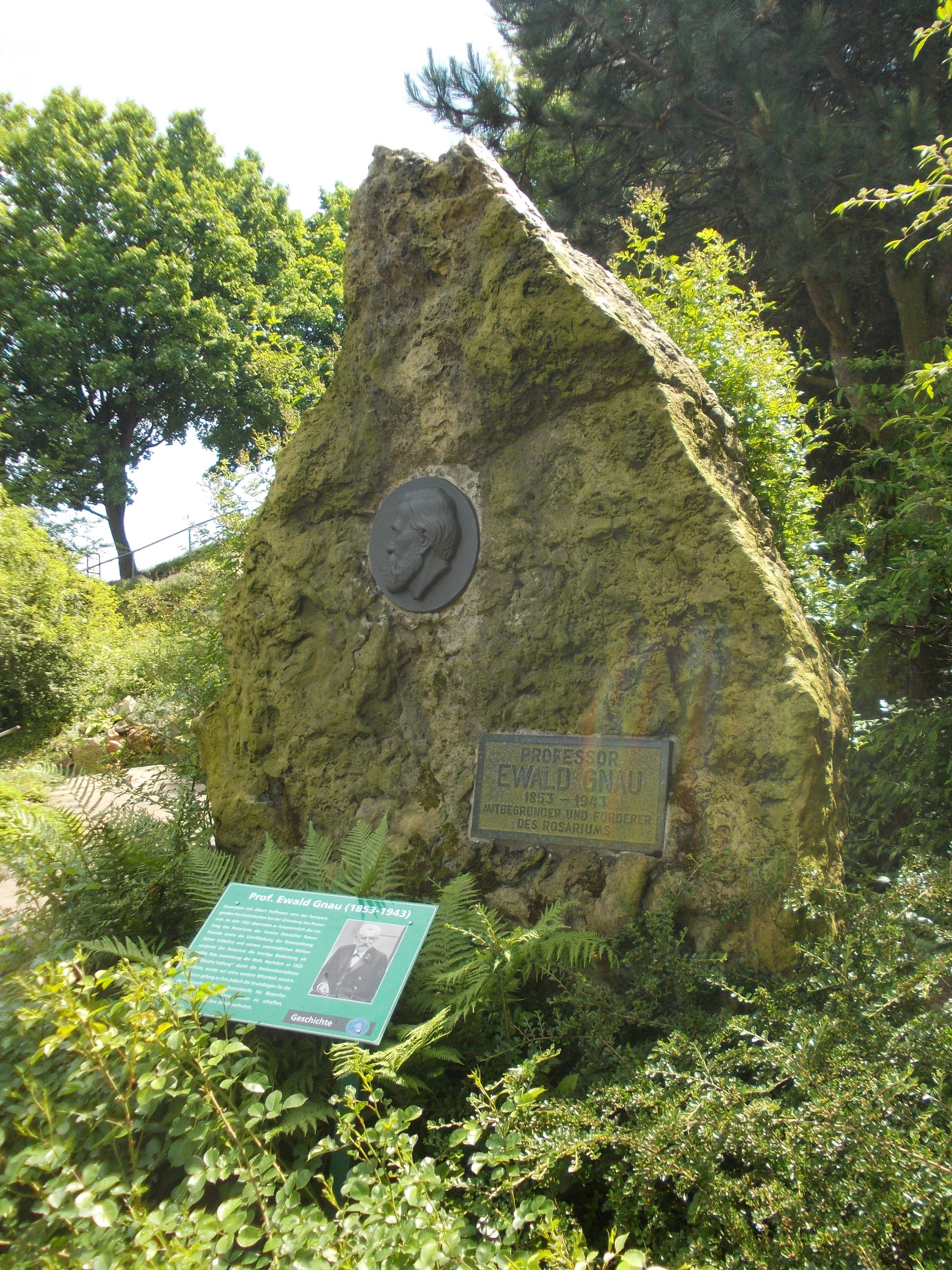
Monument commémoratif à Sangerhausen.

Sa ville natale de  Hückeswagen lui dédie une rue.
À Sangerhausen, la rue Kurze Feld devient en 1955 la Ewald-Gnau-Straße.

## Publications
- Zur Geschichte der Fernrohre
- Der Regenbogen
- Die Astronomie in der Schule
- Wer ist Gamma?